# Colpomimus
Colpomimus is een geslacht van kevers uit de familie van de loopkevers (Carabidae). De wetenschappelijke naam van het geslacht is voor het eerst geldig gepubliceerd in 1985 door Basilewsky.

## Soorten
Het geslacht Colpomimus is monotypisch en omvat slechts de volgende soort:
- Colpomimus colpodoides (Jeannel, 1951)